# Глухая Лохта
Глухая Лохта — деревня в Череповецком районе Вологодской области.
Входит в состав Ягановского сельского поселения, с точки зрения административно-территориального деления — в Ягановский сельсовет.
Расстояние по автодороге до районного центра Череповца — 20 км, до центра муниципального образования Яганово — 10 км. Ближайшие населённые пункты — Царево, Селиваново, Лохта.
По переписи 2002 года население — 10 человек.